# Gérard de Grandson
Gérard de Grandson († 1278) war von 1275 bis zu seinem Tod Bischof von Verdun. Gérard entstammte dem begüterten Adelsgeschlecht der Herren von Grandson in der nordwestlichen Waadt. Er war der Sohn von Pierre I., Sire de Grandson und der Agnes von Neuenburg, einer Tochter von Graf Ulrich III. von Neuenburg. Sein Nachfolger als Bischof von Verdun war sein jüngerer Bruder Henri de Grandson.
Gérard war 1263 Domherr in Langres später wurde er Primicerius in Verdun. Er stand, wie auch seine Brüder Othon und Wilhelm, im Dienste des englischen Königs. Papst Gregor X. ernannte ihn 1275 auf Wunsch des englischen Königs Eduard I. und des Grafen von Bar zum Bischof von Verdun, um den französischen Einfluss einzudämmen. Gérard weilte nur selten in seinem Bistum und betraute bereits kurz nach seiner Ernennung zwei Domherren mit der Verwaltung der weltlichen Angelegenheiten des Bistums. Er war um den Erhalt des bischöflichen Besitzes bemüht und erbaute neue Kirchen unter anderem die Kirche des Zisterzienserklosters Châtillon, wo er nach seinem Tod 1278 bestattet wurde.